# Karl Maramorosch
Karl Maramorosch (Viena, Áustria, 16 de janeiro de 1915) é um virologista, entomologista e fitopatologista estadunidense. Tornou-se centenário em janeiro de 2015. Recebeu o Prêmio Wolf de Agronomia de 1980.

## Vida
Maramorosch nasceu em Viena, para onde sua família escapou de Soroca, Moldávia, durante a Primeira Guerra Mundial. Seu pai polonês foi graduado na Universität für Bodenkultur de Viena. Sua mãe era natural da Croácia e talentosa pianista, que falava alemão, italiano, francês, servo-croata e inglês. Juntamente com seus irmãos falava em polonês com seu pai e em alemão com sua mãe. Cresceu em Kolomyia, Polônia (atualmente Ucrânia), onde frequentou o ensino fundamental e médio e a partir dos sete anos de idade teve lições de piano durante doze anos, graduando-se no conservatório de música de Stanislawow (Ivano-Frankivsk) em 1934. Obteve graduação em agronomia na Universidade de Agronomia de Varsóvia em 1938. Com a idade de trinta anos decidiu tornar-se pesquisador em virologia, ao ouvir seu irmão comentar sobre o trabalho do professor Rudolf Weigl em Lviv, que foi aluno de Weigl na Escola de Medicina. Weigl trabalhou com a rickettsia prowazekii e, inoculando piolhos e os mantendo em voluntários, desenvolveu uma vacina contra o carrapato do tifo.
Em 1939, após a Invasão da Polônia, Maramorosch escapou com sua mulher Irene (née Ludwinowska, em Varsóvia) para a Romênia, onde foram internados em um campo de refugiados poloneses durante os quatro anos seguintes. Após a libertação da Romênia pelo exército soviético, Maramorosch continuou seus estudos de graduação na Universidade Politécnica de Bucareste, estudando fitopatologia como tema principal. Em 1947 Karl e Irene emigraram para os Estados Unidos, onde Irene tornou-se bibliotecária da Biblioteca Pública de Nova Iorque, onde trabalhou durante os 30 anos seguintes. Em 1949 Karl obteve um Ph.D. na Universidade Columbia. No mesmo ano nasceu sua filha Lydia Ann em Nova Iorque.

## Obra editorial
Até a atualidade (situação em 2015) Maramorosch continua ativo em pesquisa e publicação, apresentando suas descobertas em encontros profissionais e conferências internacionais, promovendo novos avanços na área. Em sua carreira de mais de 60 anos publicou como autor ou coautor mais de 800 artigos científicos e 100 livros. Segue uma lista parcial de suas publicações:
1. Biological Transmission of Disease Agents, 1962.
2. Comparative Symptomatology of Coconut Diseases of Unknown  Etiology, 1964.
3. Insect Viruses, 1968.
4. Viruses, Vectors, and Vegetation, 1969.
5. Comparative Virology, 1971.
6. Mycoplasma Diseases, 1973.
7. Viruses, Evolution, and Cancer, 1974.
8. Invertebrate Immunity,1975.
9. Legume Diseases in the Tropics, 1975.
10. Invertebrate Tissue Culture-Research Application, 1976.
11. Aphids as Virus Vector, 1977.
12. Insect and Plant Viruses-An Atlas, 1977.
13. Viruses and Environment, 1978.
14. Invertebrate Tissue Culture - Applications in Medicine, Biology and Agriculture, 1979.
15. Practical Tissue Culture Applications, 1979.
16. Leafhopper Vectors of Plant Disease Agents, 1979.
17. Vectors of Plant Pathogens, 1980.
18. Invertebrate Systems in Vitro, 1980.
19. Vectors of Disease Agents, 1981.
20. Mycoplasma Diseases of Trees and Shrubs, 1981.
21. Mycoplasma and Allied Pathogens of Plants, Animals and Humans, 1981.
22. Plant Diseases and Vectors-Ecology and Epidemiology, 1981.
23. Invertebrate Cell Culture Applications, 1982.
24. Pathogens, Vectors and Plant Diseases- Approaches to Control, 1982.
25. Subviral Pathogens of Plants and Animals, 1985.
26. Viral Insecticides for Biological Control, 1985.
27. Biotechnology Advances in Insect Pathology and Cell Culture, 1987.
28. Mycoplasma diseases of Crops, 1988.
29. Invertebrate and Fish Tissue Culture, 1988.
30. Biotechnology for Biological Control of Pests and Vectors, 1991.
31. Viroids and Satellites-Molecular Parasites at the Frontier of Life, 1991.
32. Plant Diseases of Uncertain Etiology, 1992.
33. Insect Cell Biotechnology, 1994.
34. Arthropod Cell culture Systems, 1994.
35. Forest Trees and Palms- Diseases and Control, 1996.
36. Invertebrate Cell  Culture-Novel Directions and Biotechnology Applications, 1997.
37. Invertebrate Cell Culture- Looking Toward the XXI Century, 1997.
38. Biotechnology and Plant Protection in Forestry, 1998.
39. Maintenance of Human, Animal and Plant Pathogen Vectors, 1999.

    40-48. Methods in Virology, 8 vols. 1967–1984.

    49-56. Advances in Cell Culture, 7 vols., 1981-1989.

    57-215. Advances in Virus Research, 56 vols. 1973-2015.